# Jimmy Hibbert
Pour les articles homonymes, voir Hibbert.
 (octobre 2019).
Si vous disposez d'ouvrages ou d'articles de référence ou si vous connaissez des sites web de qualité traitant du thème abordé ici, merci de compléter l'article en donnant les références utiles à sa vérifiabilité et en les liant à la section « Notes et références ».
James Christian Hibbert né le 15 juillet 1949, mieux connu sous le nom de Jimmy Hibbert, est un écrivain, directeur de doublage et acteur britannique principalement connu pour son travail avec le studio d’animation Cosgrove Hall Films.

## Biographie

### Petite enfance
James Christian Hibbert est né comme l'aîné de trois enfants de l'auteur Christopher Hibbert et de Susan Hibbert. Son frère cadet était le défunt journaliste musical Tom Hibbert. [citation nécessaire]

### Carrière
Après des études d'art dramatique à University of Manchester, il rencontre CP Lee et Bob Harding, et tous les trois forment le groupe Alberto y Lost Trios Paranoias en 1972, avec Hibbert au chant et basse. Le groupe l'a appelé un jour en 1982 et Hibbert a obtenu son premier rôle de doubleur pour le Milk Marketing Board, faisant une impression de Ian Dury.

## Filmographie

### Écrivain
- 1998 : Tom and Vicky
- 1999 : Les Animaux rigolos
- 2002 : Andy Pandy
- 2008 : Sam le pompier
- 2009 : Lucas la Cata
- 2015-2016 : Mr Bean, la série animée

### Télévision
Il a fait quelques apparitions à l'écran sur des programmes télévisés et des films britanniques. Ceux-ci inclus:
- Coronation Street  '
- Ce que disent les journaux
- Cold Feet : Amours et petits bonheurs
- The Grand
- Medics
- The Adventures of Sherlock Holmes
- Prime Suspect
- Children's Ward
- Wipe Out
- Floodtide
- Room at the Bottom
- The Practice
- Apprenez vous-même le gibier
- Bloody Kids [2].